# Мещеряковский (Ростовская область)
Мещеряко́вский — хутор в Верхнедонском районе Ростовской области.
Административный центр Мещеряковского сельского поселения.

## История
Хутор Мещеряковский был образован в XVII веке. Его основателем стал майор в отставке Мещеряков, по фамилии которого населенный пункт и получил свое название. На территории этого хутора его владелец расселял крестьян, которые считались беглыми и переезжали из центральной части России. Их основным занятием здесь была рыбная ловля, охота, вырубка леса.
На территории хутора в 1903 году была построена мельница. Её использовали не только жители хутора Мещеряковского, но и жители ближайших поселений. Также на мельницу заезжали купцы с современного хутора Нижнетиховского, которые покупали муку у местных жителей. Мука, сделанная в этой мельнице, характеризовалась очень высоким качеством. Мельница на протяжении столетия ни разу не ремонтировалась. В 1907 году помещик Локтев построил школу, в которой могло обучаться около 100 учеников. Когда в 1930 году в этой местности был организован колхоз, на территории хутора появился гончарный и кирпично-цементный цех, ветлечебница, известковый цех. Начала свою работу рыболовецкая артель. На территории хутора Мещеряковского находится администрация Мещеряковского сельского поселения.

## Население
| 1989 | 2002 | 2010 |
| ---- | ---- | ---- |
| 897  | ↘744 | ↘734 |

## Улицы
| - пер. Клубный - пер. Луговой, - ул. Больничная - ул. Донская - ул. Заречная - ул. Лопанская, | - ул. Луговая - ул. Плешакова - ул. Почтовая - ул. Садовая - ул. Школьная |

## Археология

Виды хутора
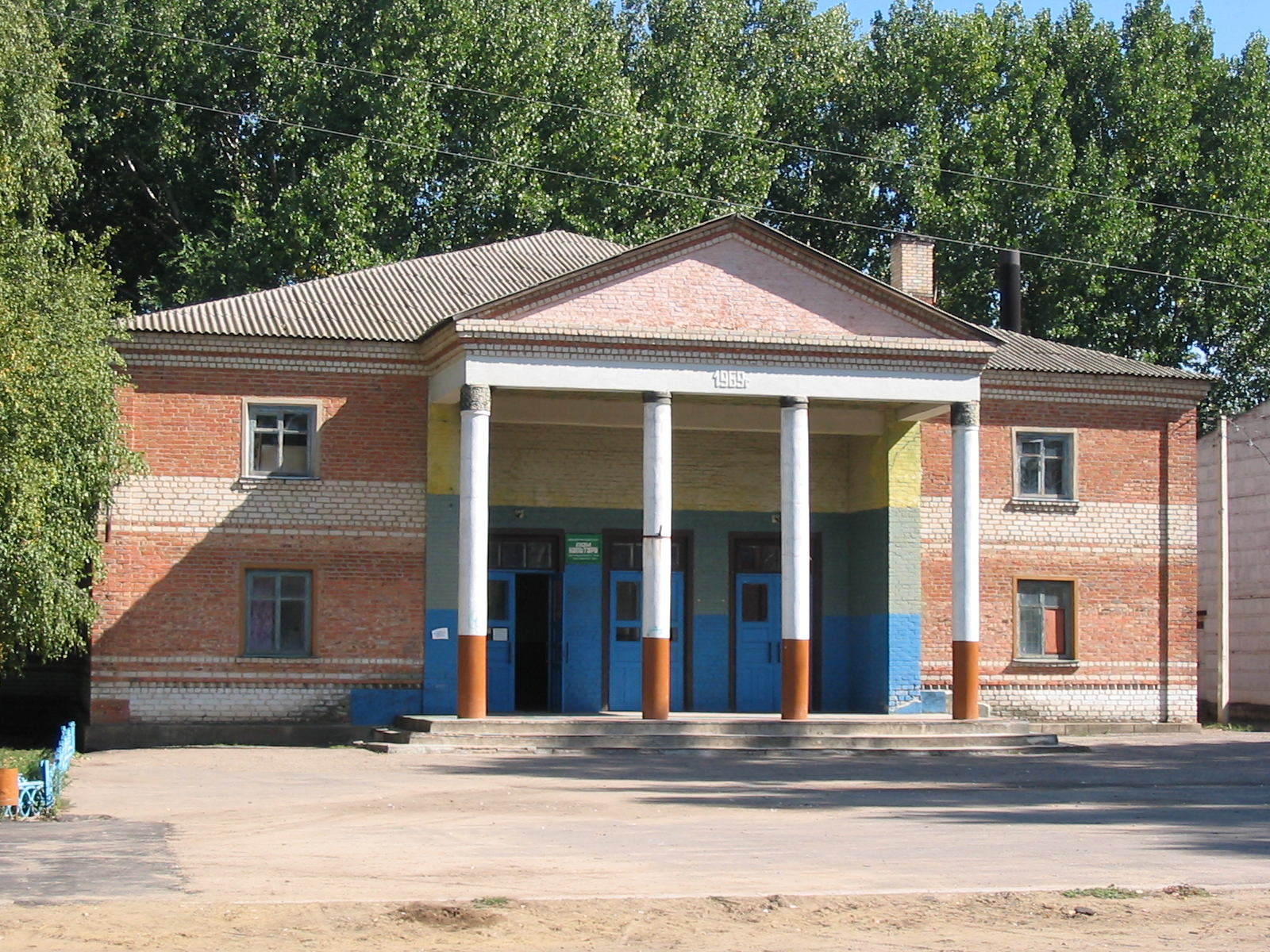
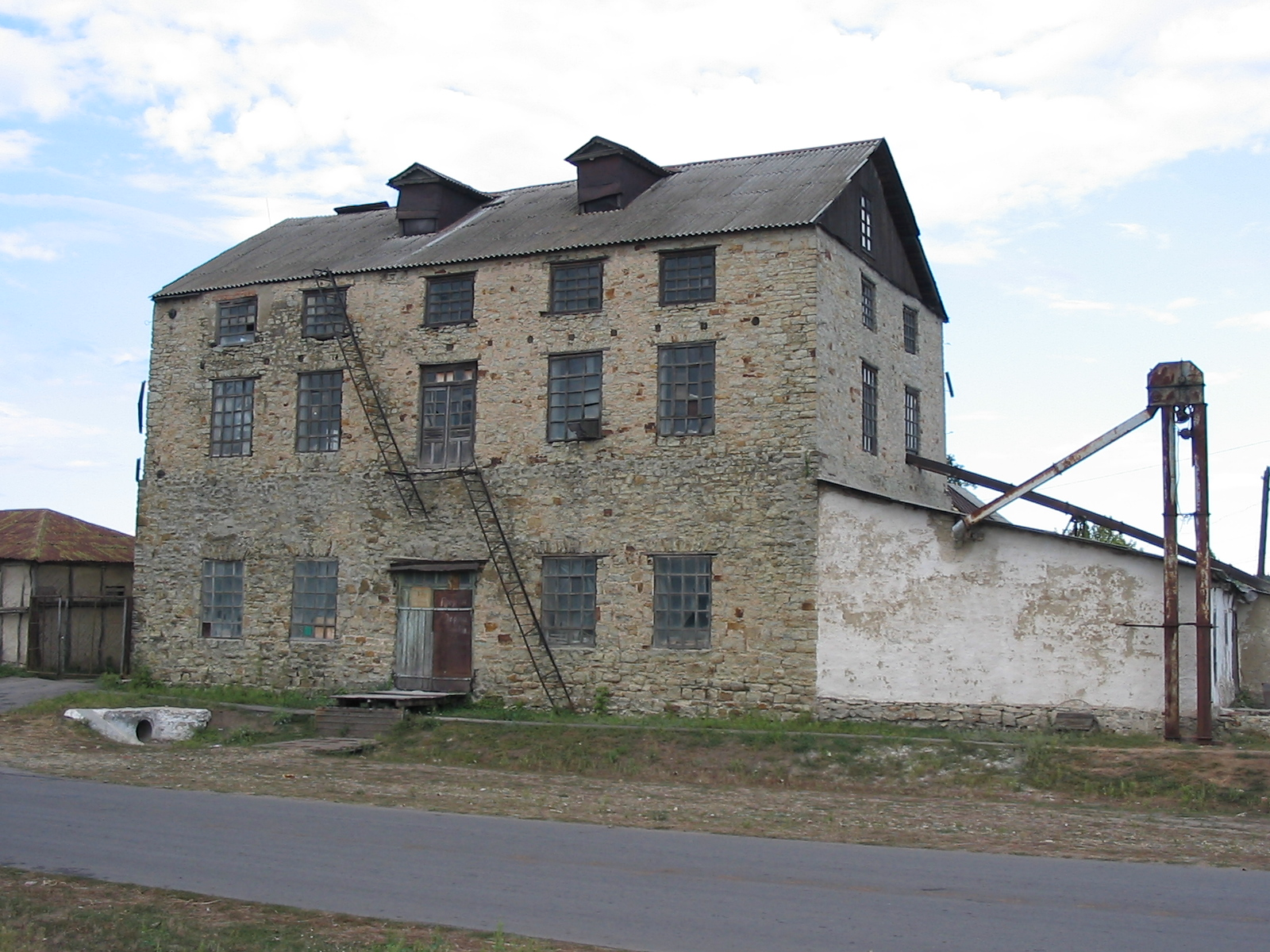
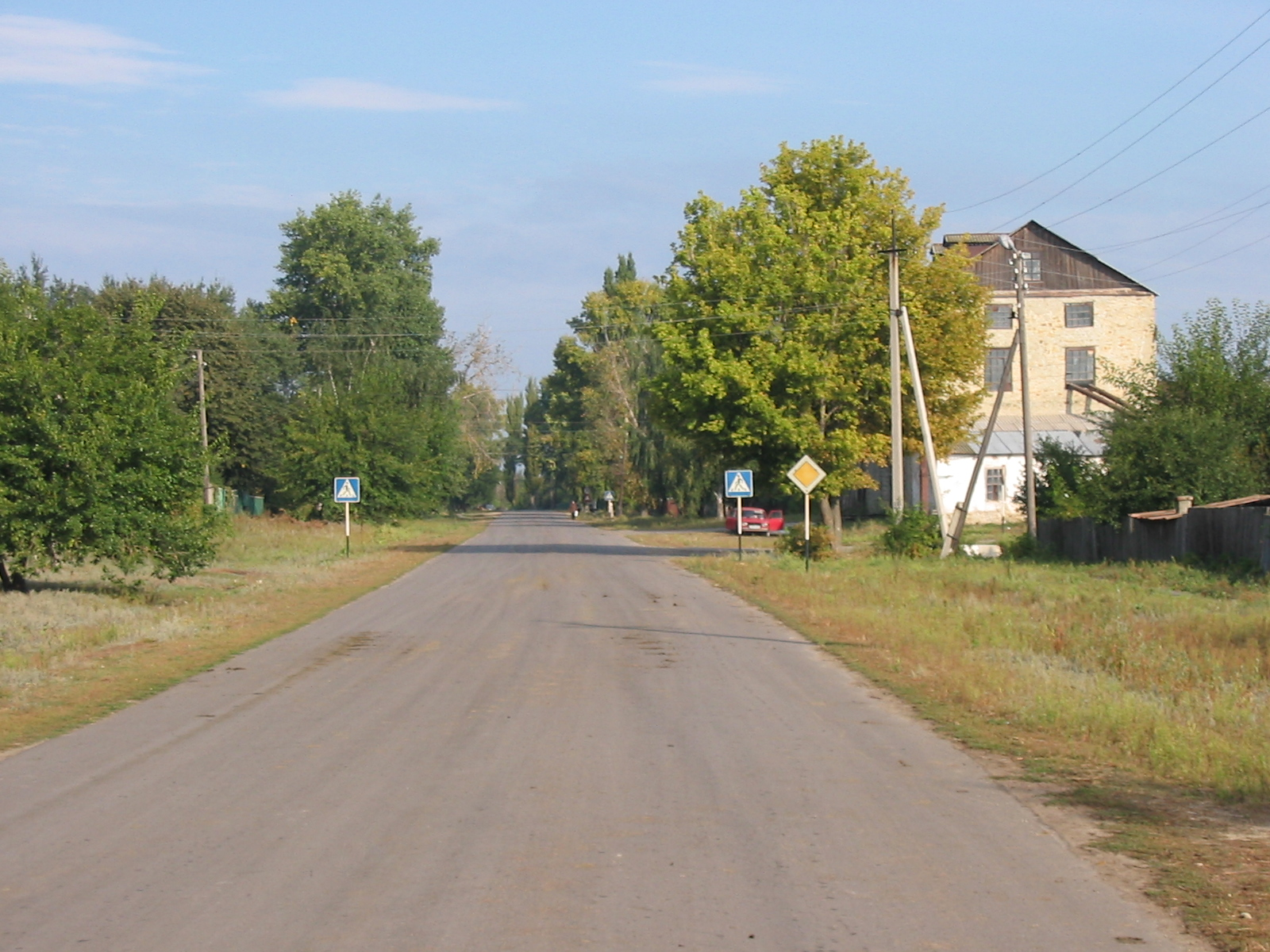
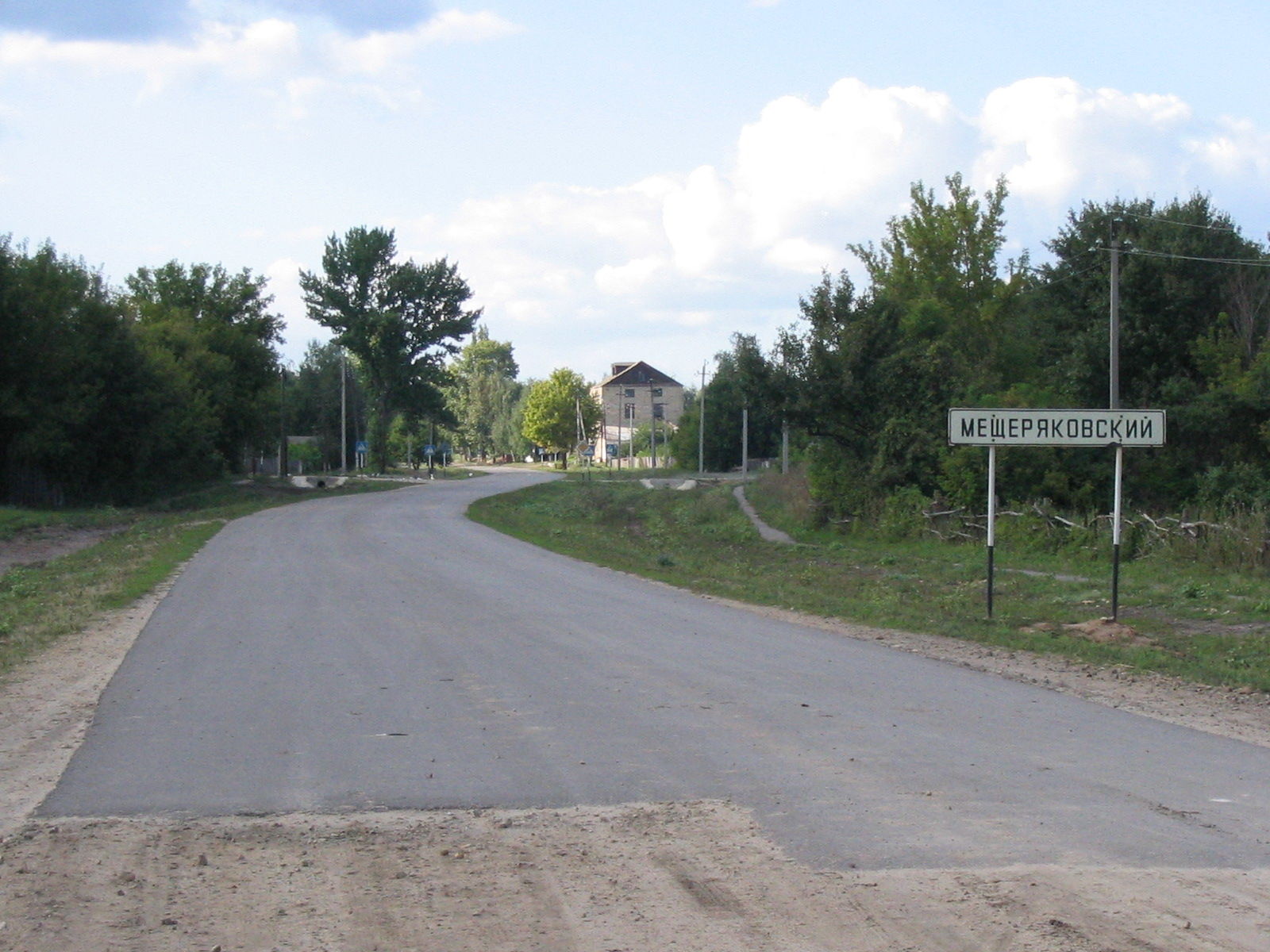

Территория Ростовской области была заселена ещё в эпоху неолита. Люди, живущие на древних стоянках и поселениях у рек, занимались в основном собирательством и рыболовством. Степь для скотоводов всех времён была бескрайним пастбищем для домашнего рогатого скота. От тех времен осталось множество курганов с захоронениями жителей этих мест. Курганы и курганные группы находятся на государственной охране.
Поблизости от территории хутора Мещеряковского Верхнедонского района расположено несколько достопримечательностей — памятников археологии. Они охраняются в соответствии с Федеральным законом от 25.06.2002 N 73-ФЗ «Об объектах культурного наследия (памятниках истории и культуры) народов Российской Федерации», Областным законом от 22.10.2004 N 178-ЗС «Об объектах культурного наследия (памятниках истории и культуры) в Ростовской области», Постановлением Главы администрации РО от 21.02.97 N 51 о принятии на государственную охрану памятников истории и культуры Ростовской области и мерах по их охране и др.
- Курганная группа «Сосов XIV» (2 кургана). Находится на расстоянии около 2,3 км к северо-востоку от хутора Мещеряковского.
- Курганная группа «Сосов XIII» (2 кургана). Находится на расстоянии около 2,0 км к северо-востоку от хутора Мещеряковского.
- Курганная группа «Сосов XV» (4 кургана). Находится на расстоянии около 1,9 км к северо-востоку от хутора Мещеряковского.
- Курган «Сосов XVI». Находится на расстоянии около 1,0 км к северо-востоку от хутора Мещеряковского[5].

Памятник
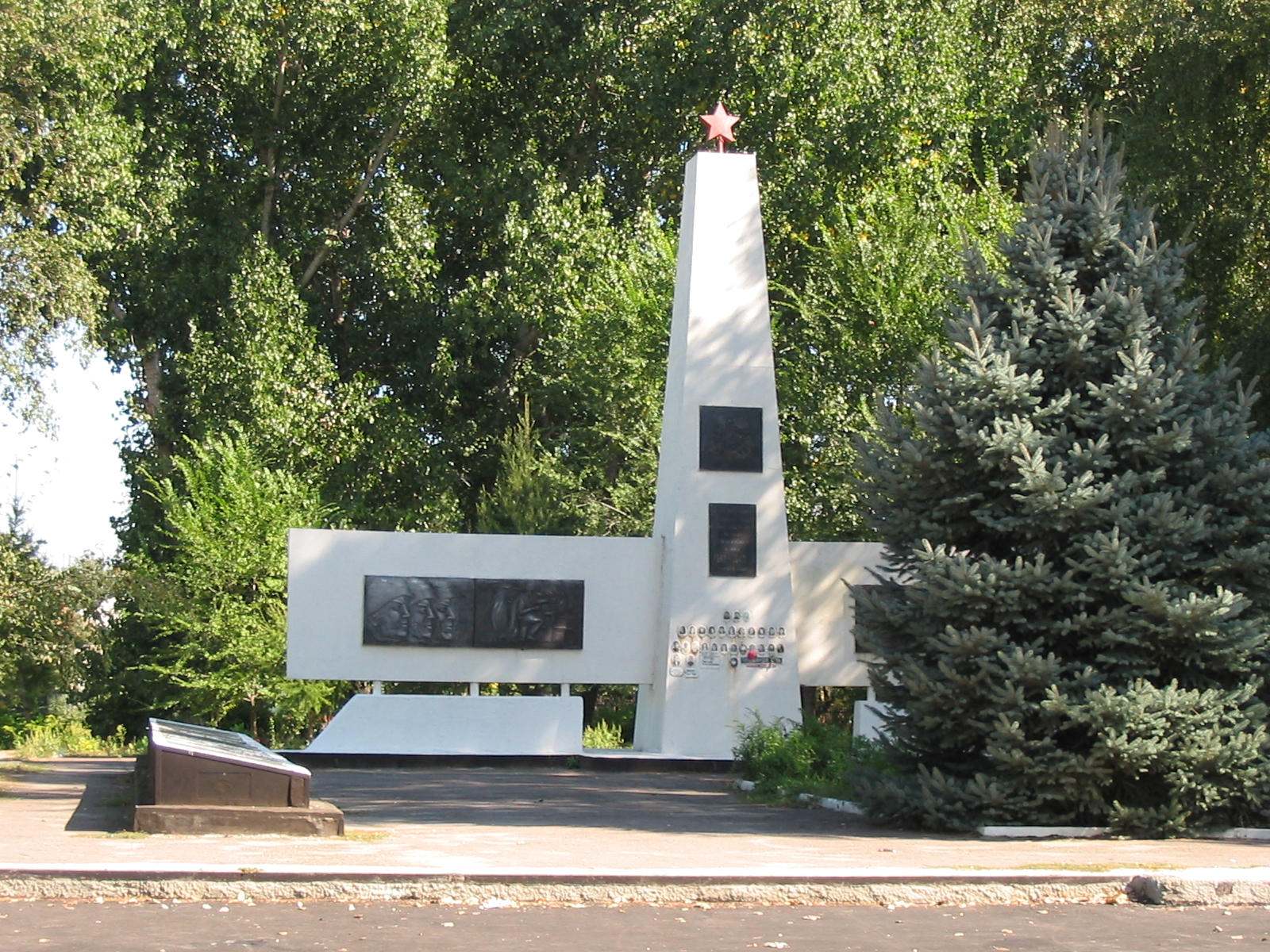
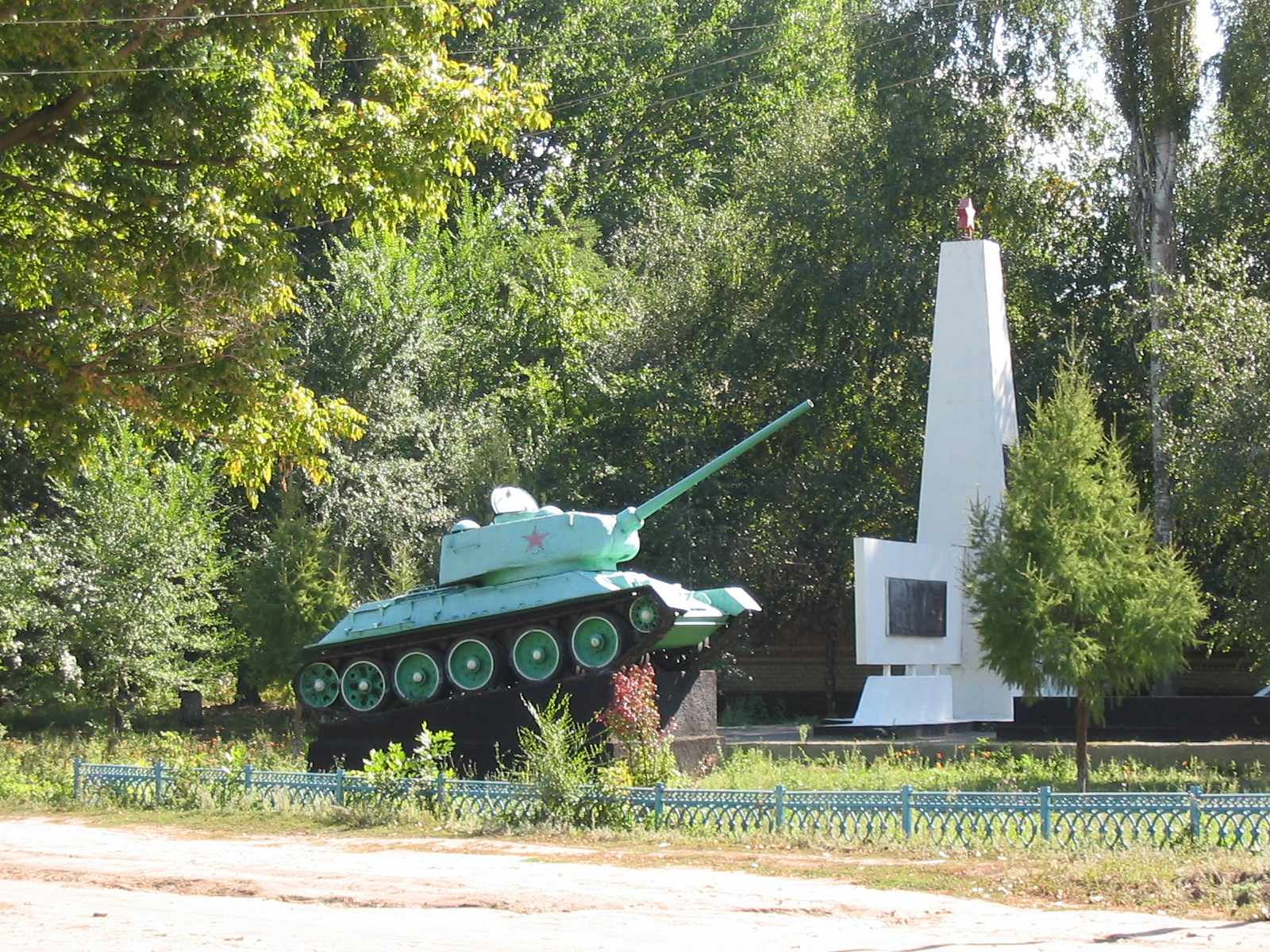
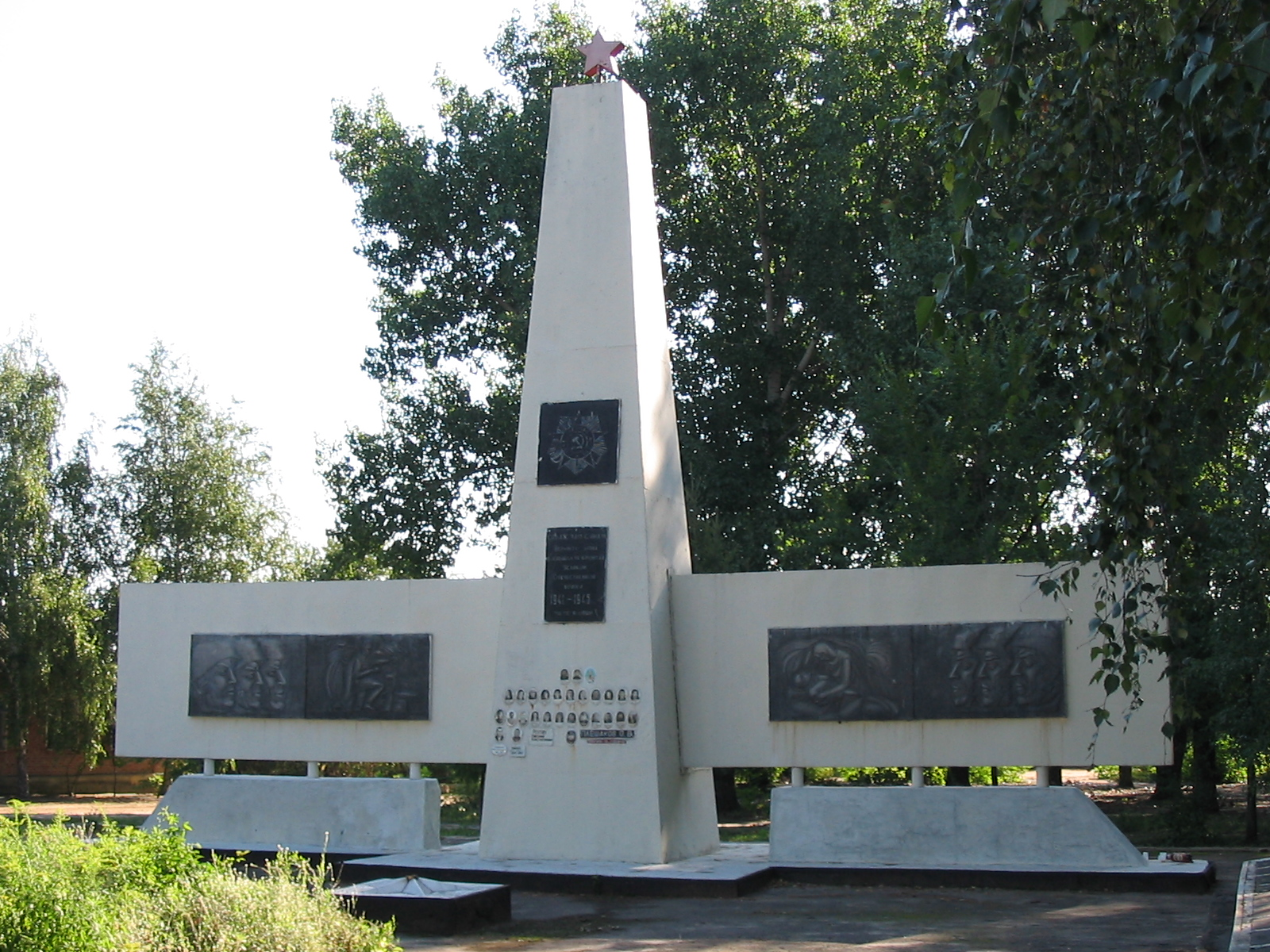
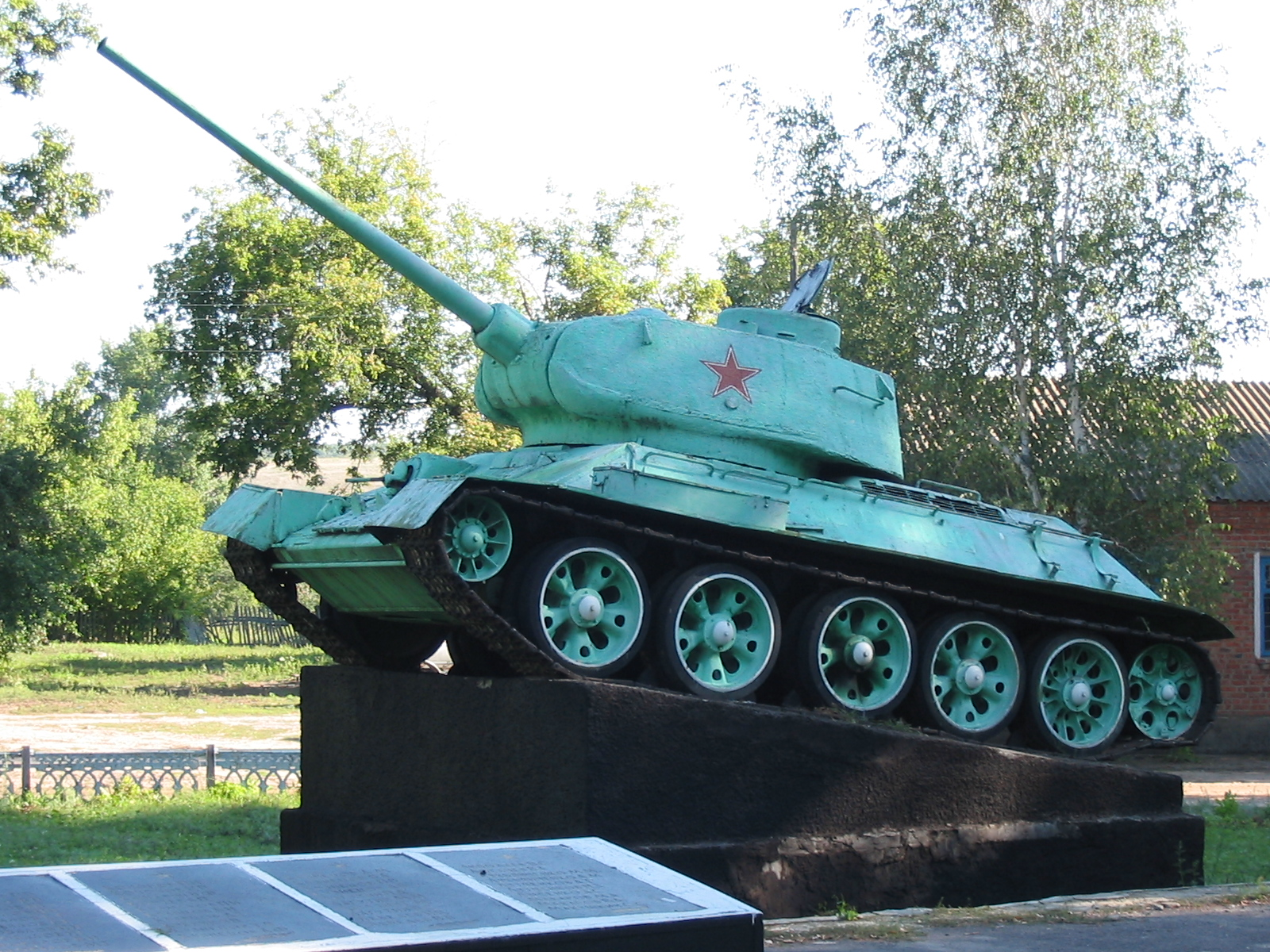

- Виды хутора